# Monte Chagulak
Il monte Chagulak è un piccolo stratovulcano che costituisce interamente l'omonima isola, nelle Aleutine.
Il vulcano dista circa 7 km dall'Isola di Amukta e i due complessi si uniscono nelle profondità marine. Il monte è ancora scarsamente studiato e le informazioni note sono estremamente poche.